# Inside – Unterwegs mit Palina
Inside – Unterwegs mit Palina war eine deutsche Fernsehsendung, in der die Moderatorin und Schauspielerin Palina Rojinski ohne Geld, Telefon und Internet in einer fremden Stadt eine von ihr selbst erdachte Mission erfüllen musste. Die Sendung wurde auf dem deutschen Fernsehsender ProSieben ausgestrahlt. Die ersten drei Episoden liefen unter dem Namen Offline – Palina World Wide Weg.

## Konzept
In jeder Sendung begibt sich Palina Rojinski in eine andere Stadt, um dort in drei Tagen eine Mission zu erledigen, welche sie sich selber ausgedacht hat. Allerdings muss sie dabei ohne Geld, Telefon und Internet auskommen, sodass sie stets auf die Unterstützung der Einwohner angewiesen ist. Oft muss sie Aufgaben für die Einwohner erledigen, um im Gegenzug Geld, Dienstleistungen oder einen Schlafplatz von ihnen zu bekommen. Ob sie ihre Mission am Ende erfüllt, ist irrelevant.

## Folgen
Die erste Folge, in welcher Palina Rojinski in London versuchte, die Modedesignerin Vivienne Westwood zu treffen, wurde am 17. Juli 2014 um 22:30 Uhr auf ProSieben ausgestrahlt. Eine Woche später wurde die zweite Folge der dreiteiligen Staffel, welche in Reykjavík gedreht wurde, gezeigt. Die dritte wurde in Tel Aviv gedreht und sollte ursprünglich am 31. Juli 2014 ausgestrahlt werden. Aufgrund der aktuellen politischen Unruhen in dieser Stadt entschied sich der Sender allerdings dazu, die Folge auf unbestimmte Zeit zu verschieben.
Rojinski sagte dazu:

„Während unserer ‚Offline‘-Dreharbeiten in Tel Aviv wurden wir unfassbar herzlich und mit offenen Armen von den Bewohnern empfangen. Umso mehr gilt mein Mitgefühl nun den Menschen im Krisengebiet. Ich begrüße die Entscheidung von ProSieben, unsere Unterhaltungsshow aus Respekt vor den Betroffenen zu verschieben.“

## Ausstrahlung und Einschaltquoten
| Folge | Erstausstrahlung | Ort         | Zuschauer | Zuschauer       | Marktanteil | Marktanteil     | Quelle |
| Folge | Erstausstrahlung | Ort         | Gesamt    | 14 bis 49 Jahre | Gesamt      | 14 bis 49 Jahre | Quelle |
| ----- | ---------------- | ----------- | --------- | --------------- | ----------- | --------------- | ------ |
| 1     | 17. Juli 2014    | London      | 1,26 Mio. | 1,15 Mio.       | 5,3 %       | 12,5 %          | [ 3 ]  |
| 2     | 24. Juli 2014    | Reykjavík   | 0,97 Mio. | 0,71 Mio.       | 5,5 %       | 10,0 %          | [ 4 ]  |
| 3     | 15. Dez. 2017    | Tel Aviv    |           |                 |             |                 |        |
| 4     | 13. Aug. 2015    | Hongkong    | 0,29 Mio. | 0,22 Mio.       | 3,3 %       | 5,8 %           | [ 5 ]  |
| 5     | 20. Aug. 2015    | Istanbul    | 0,58 Mio. | 0,22 Mio.       | 3,4 %       | 5,9 %           | [ 6 ]  |
| 6     | 12. Jan. 2017    | Los Angeles |           |                 |             |                 |        |

## Rezeption
Die erste Folge wurde in den Medien zwar bezüglich des Unterhaltungswertes positiv aufgenommen, allerdings wurde die große Einflussnahme auf das Geschehen durch die Redaktion kritisiert:

„‚Offline‘ hat ausreichend Unterhaltungspotenzial aufzuweisen, um diesem Soloausflug Palinas solide Quoten und somit noch einige weitere Folgen zu gönnen. Palinas komödiantisches Talent dürfte vielen Zuschauern schon von ihren Auftritten bei ‚Circus HalliGalli‘ und Co. bekannt sein und in ‚Offline‘ bekommt sie großen Raum geboten, ihren Witz aus ihren typischen Einspielern in Joko-und-Klaas-Sendungen in voller Breite auszuspielen. Und zumindest im Falle der London-Ausgabe stimmen auch Tempo und Frequenz des Chaos: Palina hatte genügend vergnüglichen Irrsinn zu überstehen, um die Sendezeit auszufüllen, gleichzeitig gab es genügend Verschnaufpausen, um nicht zu ermüden. Ausgabe zwei darf halt einfach nur ehrlicher mit ihren redaktionellen Einflüssen umgehen.“

„ProSieben begründet jetzt mit ‚Offline – World Wide Weg‘ ein neues Format: den ‚Scripted Selbstversuch‘. Erkenntnis entsteht durch die Aneinanderreihung von provozierten Stunts und inszenierten Selbstüberwindungen nicht – unterhaltsames Fernsehen leider ebenso wenig. Da wäre es spannender gewesen, die Redakteure der Produktionsfirma in den Wochen vor der Sendung mit einer Kamera dabei zu begleiten, wie sie versuchen, all die vermeintlichen Zufälle zu organisieren – natürlich ganz ohne dabei Telefon oder das Internet zu benutzen.“